# Maureen Gardner
Maureen Gardner, född 12 november 1928 i Oxford, död 2 september 1974 i Hampshire, var en brittisk friidrottare.
Hon blev olympisk silvermedaljör på 80 meter häck vid olympiska sommarspelen 1948 i London.